# Tandplejerloven
Lov om tandplejere (i daglig tale blot Tandplejerloven) var indtil 1. januar 2007 den lov, hvori tandplejernes virke samt autorisations- og videreuddannelsesbestemmelser var beskrevet.
1. januar 2007 blev Tandplejerloven afløst af Autorisationsloven – Lov om autorisation af sundhedspersoner og om sundhedsfaglig virksomhed – hvor tandplejeres virke samt autorisations- og videreuddannelsesbestemmelser beskrives i § 65-66.

## Eksterne kilder og henvisninger
- Bekendtgørelse af 12. juni 1996 af lov om tandplejere (gældende indtil 1. januar 2007)
- Bekendtgørelse af 22. maj 2006 af lov om autorisation af sundhedspersoner m.m., § 65-65 (gældende siden 1. januar 2007)